# HC Dinamo Volgograd
Ne pas confondre avec le Rossijanka Volgograd, un autre club féminin de handball à Volgograd.
Dernière mise à jour : 24 octobre 2024.
Le Dinamo Volgograd est un club  russe de handball féminin basé à Volgograd, fondé en 1972, sous le nom de Burevestnik Volgograd. Il est renommé Rotor Volgograd puis Volgograd Akva dans les années 1990 et prend son nom actuel en 2003.

## Palmarès
Compétitions internationales
- Ligue des champions (C1)
  - demi-finaliste en 2000.
- Coupe des vainqueurs de coupe (C2)
  - demi-finaliste en 2012
- Coupe de l'EHF (C3)
  - vainqueur (1) en 2008[2]
- Coupe des Villes
  - vainqueur (1) en 1995
- Supercoupe d'Europe
  - vainqueur (1) en 1995
  - Finaliste (1) : 2000

Compétitions nationales
- Championnat de Russie
  - vainqueur (12) : 1993, 1995, 1996, 1999, 2000, 2001, 2009, 2010, 2011, 2012, 2013 et 2014
  - Deuxième en 2002, 2003, 2004, 2005 et 2006
- Coupe de Russie
  - troisième : 2009, 2024

## Joueuses célèbres
- Tatiana Alizar : de 1997 à 2005
- Sofya Berdovich
- Lioudmila Bodnieva
- Victoria Borchtchenko
- Daria Dmitrieva
- Asma Elghaoui
- Tatiana Khmirova
- Olga Levina
- Ksenia Makeeva
- Nadejda Mouravieva : de 1996 à 2002
- Mayssa Pessoa
- Anastasiya Pidpalova
- Katty Piejos : de janvier à juin 2014
- Anna Sedoïkina
- Antonina Skorobogatchenko
- Ekaterina Tchernova : de 2011 à 2021
- Polina Vedekhina
- Polina Viakhireva